# 阿罗约莫利诺斯
阿罗约莫利诺斯，是西班牙埃斯特雷马杜拉卡塞雷斯省的一个市镇。总面积115平方公里，总人口1121人（2001年），人口密度10人/平方公里。